# Fabronia dentata
Fabronia dentata là một loài Rêu trong họ Fabroniaceae. Loài này được Schimp. mô tả khoa học đầu tiên năm 1878.